# 台湾銀行上海支店ビル
台湾銀行上海支店ビル（たいわんぎんこう-シャンハイしてんビル）は中華人民共和国上海市外灘地区に位置する新古典主義の建築物。近代日本建築の一面も見せる。当時日本の会社であった旧台湾銀行が上海での事業を行うために建設した。建築はレスター・ジョンソン&モリス。1927年に竣工した。
鉄筋コンクリート製で、敷地面積は904m2。正面には四本の円柱が見られる。外灘の建築物の中では小さい部類に入る。
戦後、中国農民銀行が接収していたが、現在は招商銀行が入店している。